# Sankt Ulrich am Waasen
Sankt Ulrich am Waasen è una frazione di 785 abitanti del comune austriaco di Heiligenkreuz am Waasen, nel distretto di Leibnitz (Stiria). Già comune autonomo, il 1º gennaio 2015 è stato aggregato a Heiligenkreuz am Waasen.